# Nyári tőzike
A nyári tőzike (Leucojum aestivum) az egyszikűek (Liliopsida) osztályának spárgavirágúak (Asparagales) rendjébe, ezen belül az amarilliszfélék (Amaryllidaceae) családjába tartozó faj. A tavaszi tőzikénél (Leucojum vernum) nagyobb termetű, későbbi virágzású. Népies nevei: kakasvirág, szoplán, vízi gyöngyvirág, lógyöngyvirág.

## Előfordulása
A nyári tőzike Dél-és Délkelet-Európából származik; Közép-Európában meghonosították — többek között az Északi-Vogézekben, a Fekete-erdő déli részén és Közép-Németországban. Magyarországon főleg a Dunántúlon (Vas, Csurgó, Zala, Zselic, Somogy, Baranya), illetve az Alföld egyes részein (Duna és Tisza vidéke, Rába-, Kőrös-, Maros-, és Dráva-völgy, Mezőföld, Dabas, Bátorliget).

## Megjelenése
35–60 cm magas, többnyire csoportosan tenyésző hagymás évelő. A hagyma átmérője 25–40 mm. 3-4 kékeszöld levele 30–50 cm hosszú, legfeljebb 2 cm széles. A tőkocsány rendszerint nem hosszabb a levélnél. Többnyire 3-5 virágot hoz. Virágában a 6 szabad, harang alakban összehajló lepellevél egyenlő hosszú (10–18 mm). Csúcsukon sárgás vagy zöldes folt van. A virágok bókolók, melléklepel nélkül. A virágzat hosszabb, mint a fellevél. A magház alsó állású 1 bibeszállal, a porzók száma 6. Termései húsos toktermések.

## Életmódja, termőhelye
Nyirkos vagy nedves réteken, ártéri erdőkben, nedves, időszakosan elárasztott, tápanyagdús, humuszos agyag-, illetve vályogtalajokon nő. Magyarországon a puhafaligetek (fűz, nyár, éger) védett növénye. Április-június között virágzik. Rovarok porozzák meg.

## Gyógyhatása
A tavaszi tőzikéhez hasonlóan galantamint tartalmaz, mérgező. A galantamint egyúttal az enyhe vagy középsúlyos Alzheimer-kór és más, különösen az érrendszer betegségeire visszavezethető memóriazavarok kezelésére alkalmazzák.

## Képek

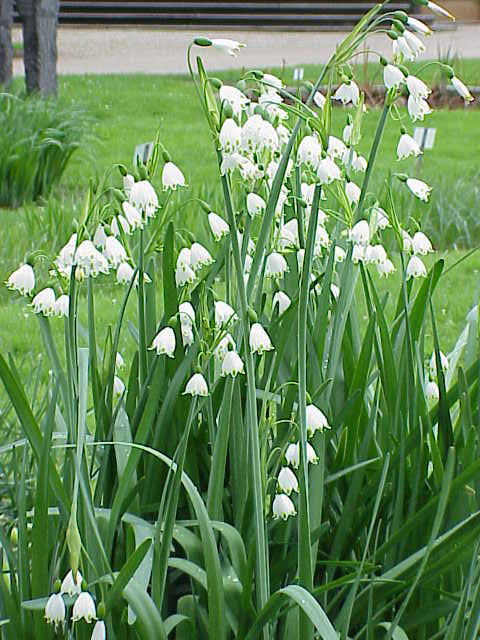
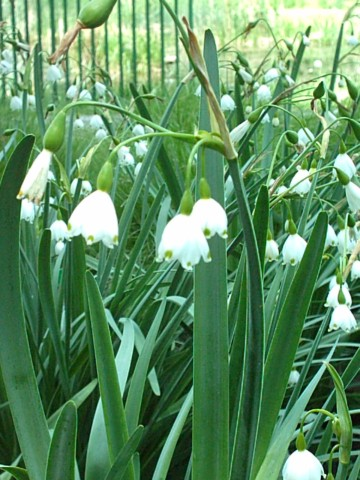
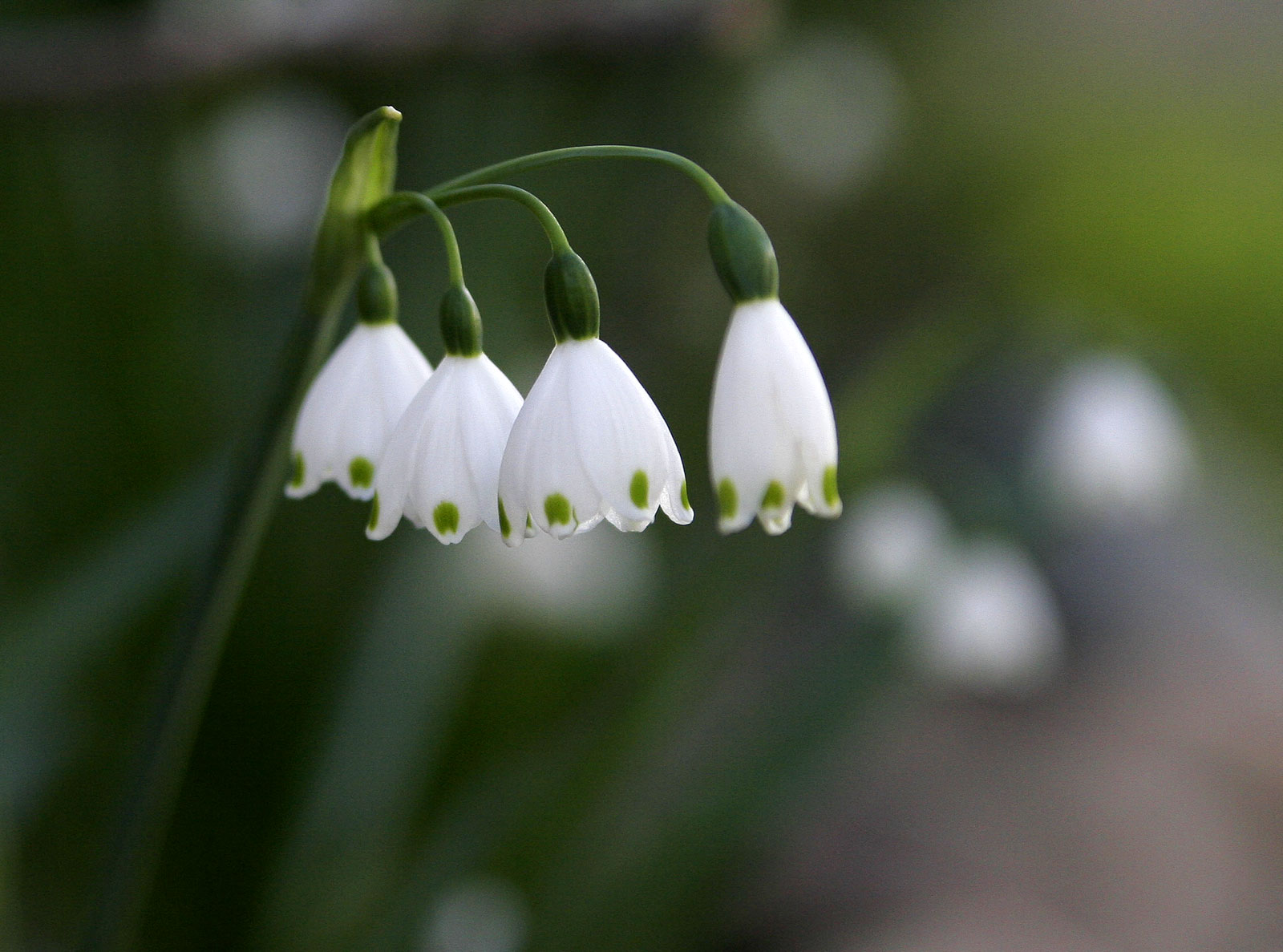
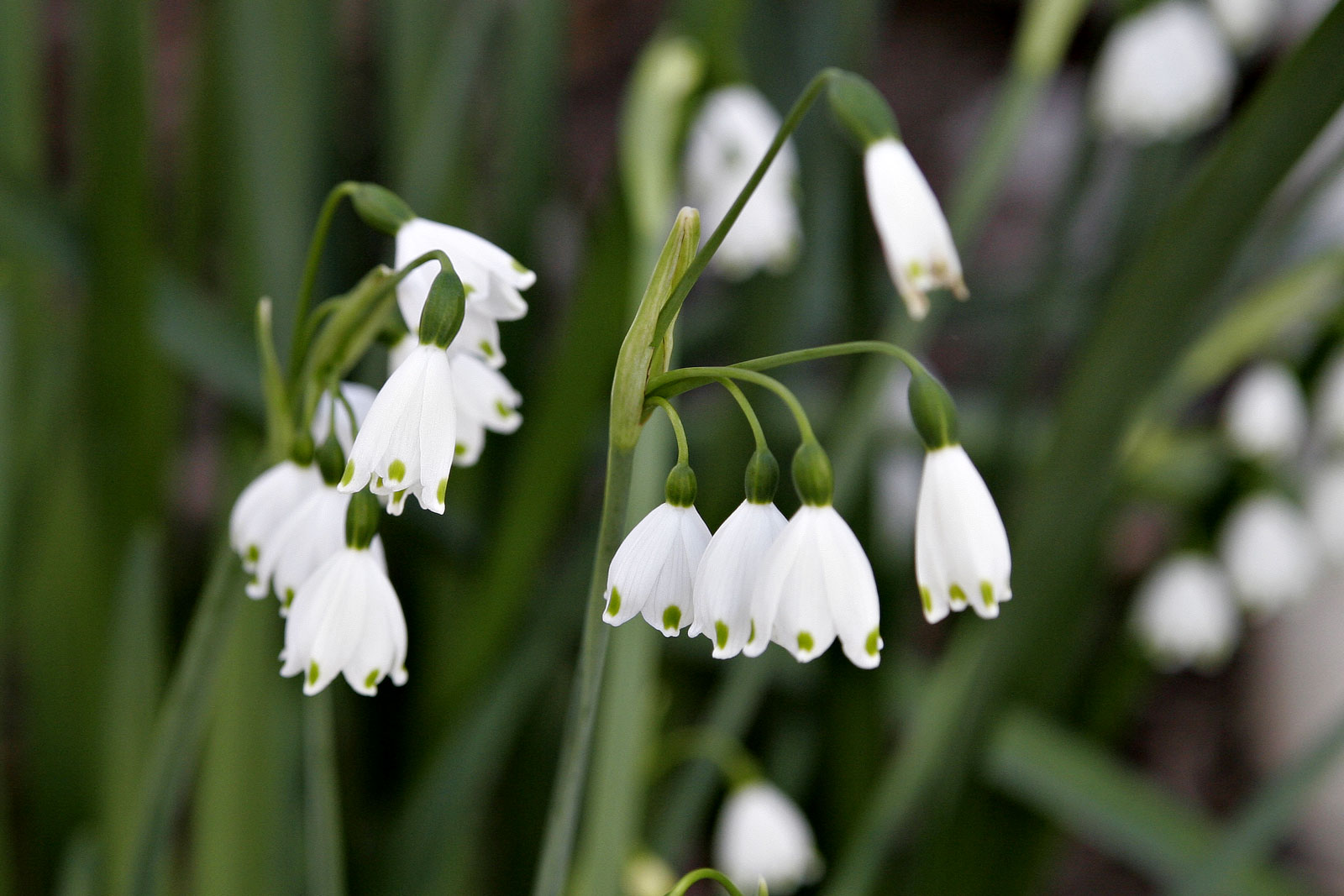
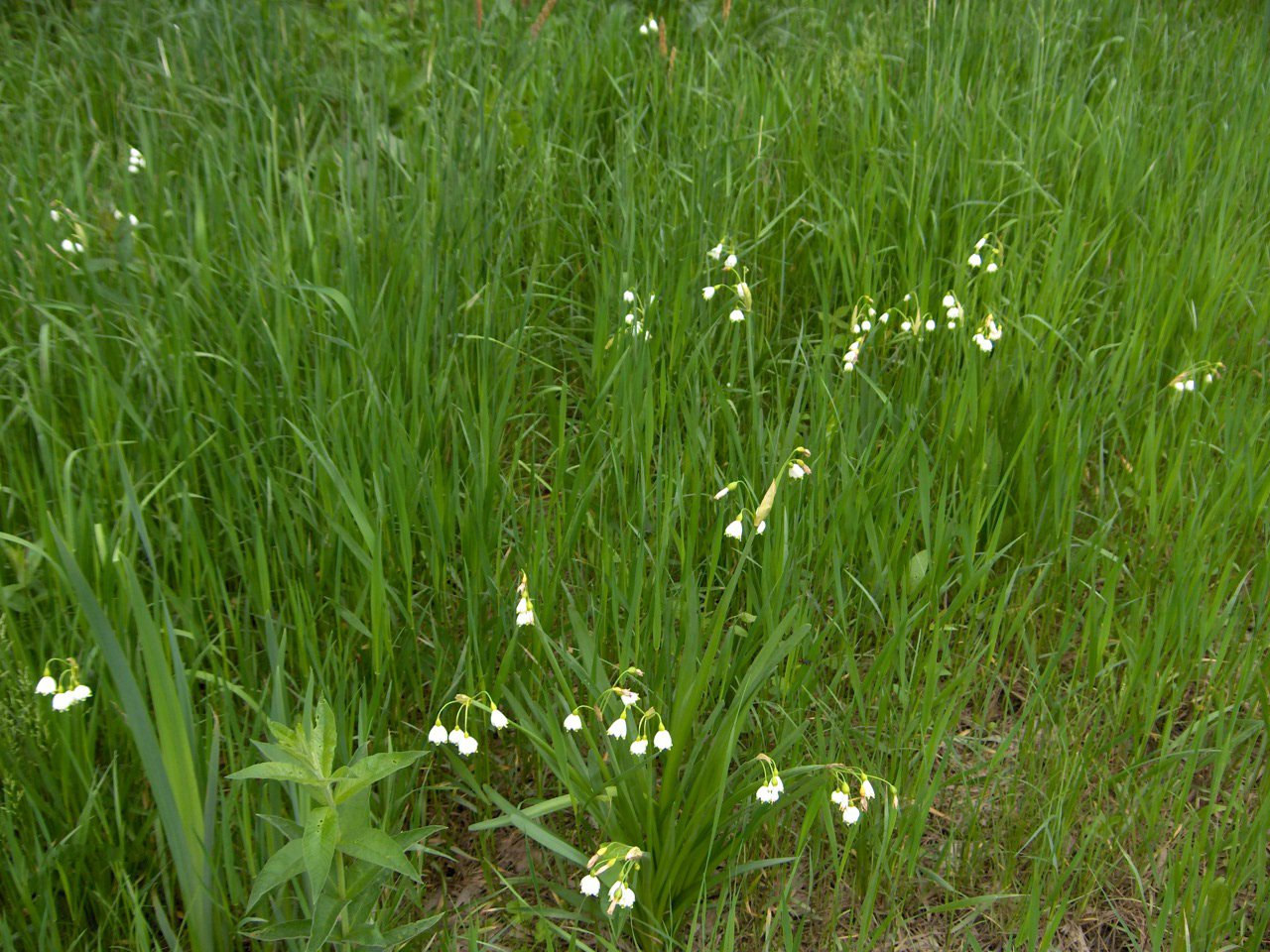
Nyári tőzike állománya hullámtérben
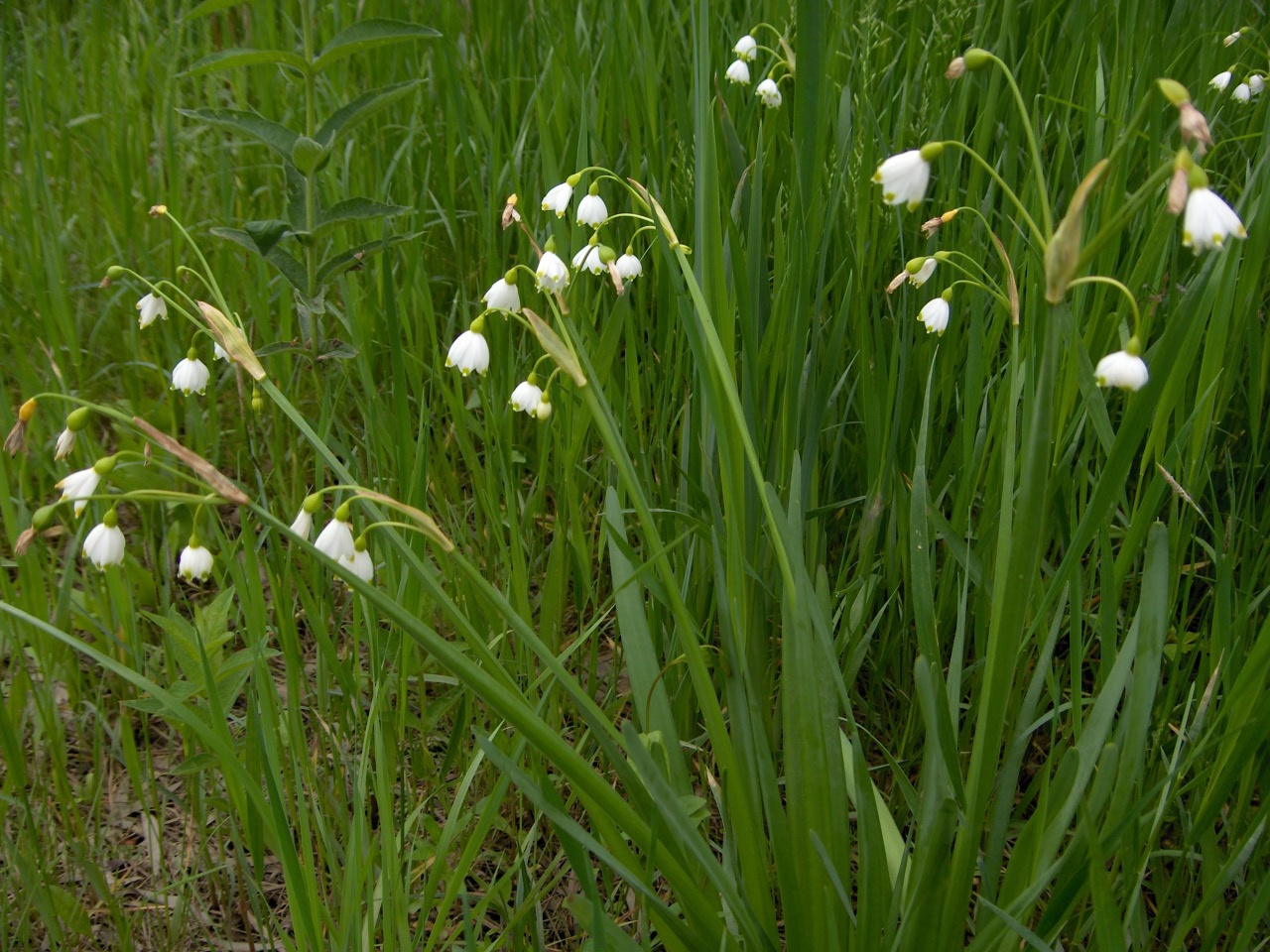
Nyári tőzikék a Tisza hullámterében, Tiszaroff mellett